# Woodland Park (New Jersey)
Pour les articles homonymes, voir Woodland Park.
Woodland Park est un borough de l’État du New Jersey dans le comté de Passaic aux États-Unis.